# 国際食品関連産業労働組合連合会
国際食品関連産業労働組合連合会（こくさいしょくひんかんれんさんぎょうろうどうくみあいれんごうかい、英語：International Union of Food, Agricultural, Hotel, Restaurant, Catering, Tobacco and Allied Workers' Associations、略称：IUF）は、スイスのジュネーブに本部を構える労働組合の国際組織である。

## 概要
国際食品関連産業労働組合連合会は、1920年に結成された。

## 日本の加盟組合
- 全国繊維化学食品流通サービス一般労働組合同盟（UAゼンセン）
- 全国農林漁業団体職員労働組合連合（全国農団労）
- サービス・ツーリズム産業労働組合連合会（サービス連合）
- 日本食品関連産業労働組合総連合会（フード連合）